# Despotat Dobrudscha

Bulgarien während der Zeit der Herrschaft von Zar Iwan Alexander

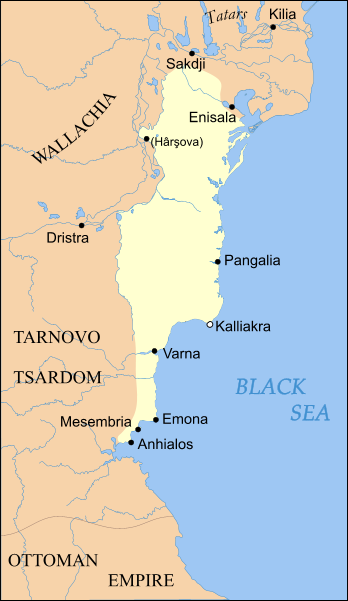
Karte des Despotats Dobrudscha

Das Despotat Dobrudscha (auch Fürstentum Dobrudscha oder Despotat Karwuna; bulgarisch Добруджанско деспотство oder Карвунско деспотство, rumänisch Țara Cărvunei) war ein nahezu unabhängiger Despotenstaat/Fürstentum auf dem Gebiet der Dobrudscha, der im 14. Jahrhundert existierte. Benannt ist es nach der Region Dobrudscha, die heute in Nordost-Bulgarien und Südost-Rumänien liegt.
Die Bevölkerung bestand aus Bulgaren, Gagausen, Griechen, Tataren und Walachen.

## Karwuna
Der synonyme Name Despotat Karwuna leitet sich von dem Ort Karwuna ab, der ersten Hauptstadt des Despotats Dobrudscha. Karwuna ist der altbulgarische Name des antiken Dionispolis, heute Baltschik (Bulgarien). In der Gemeinde Baltschik gibt es heute noch das Dorf Karwuna.
Die Überreste der Festung der Boljaren Balik und Dobrotiza (siehe unten) finden sich heute oberhalb des städtischen Krankenhauses in Baltschik, im Stadtviertel Gemidschija (bulg. Гемиджия). Diese Reste sind jedoch fast völlig zerstört und verwittert und kaum noch auszumachen. Im Stadtviertel Wassil Lewski befinden sich die Überreste der Festung Karwuna, die von den Byzantinern erbaut wurde und sowohl von den Byzantinern, als auch von den Bulgaren während der Zeit des Ersten Bulgarenreichs im 11. Jahrhundert benutzt wurde.
Die Ähnlichkeit des Namens der heutigen Stadt Kawarna mit dem Namen Karwuna verleitet manche Heimatforscher dazu beide gleichzusetzen. Die archäologischen und historischen Fakten stützen diese These jedoch nicht.

## Entstehung
Die Schwäche der Zentralmacht im Zweiten Bulgarenreich im 14. Jahrhundert führte zum Verlust einer Reihe von Gebieten. Einige lokale Feudalherren lösten sich von der Herrschaft des bulgarischen Zaren. In der Mitte des 14. Jahrhunderts geschah dies auch in der Region um Karwuna, die in der Dobrudscha liegt. Der bulgarische Boljare Balik machte mit Hilfe seiner Brüder Teodor und Dobrotiza die Region mit der Hauptstadt Karwuna zu einem unabhängigen feudalen Herrschaftsgebiet.
Die Historiker nehmen an, dass die Herrscher des Despotats Dobrudscha aus dem bulgarischen Zarengeschlecht der Terterowzi (Haus Terter) stammten. Als Indiz wird der Name von Balik angeführt, der wahrscheinlich aus dem Volk der Kyptschaken kam, und der Name von Terter, dem zweiten Sohn von Dobrotiza.
Mitte des 14. Jahrhunderts tobte im Byzantinischen Reich ein Bürgerkrieg zwischen dem Vormund des minderjährigen Kaisers Johannes V. Palaiologos und dem Usurpator Johannes VI. Kantakuzenos, der die Macht an sich gerissen hatte. In diesen Bürgerkrieg waren auch die meisten Herrscher der Balkanhalbinsel verwickelt.
1346 schickte Balik unter dem Kommando seiner Brüder Dobrotiza und Teodor 1000 Soldaten, die Johannes V. Palaiologos unterstützen sollten. Dobrotiza wurde vom Vormundes des Johannes V. Palaiologos zum Strategos ernannt, eine Art Oberbefehlshaber. In der Schlacht bei Silivri (früher: Selimbria, Selimvria; in Thrakien; 60 km westlich von Konstantinopel, am Nordufer des Marmarameers) erlitt er jedoch eine schwere Niederlage. Später wurde er zum Verwalter der Stadt Midea (heute das Dorf Kıyıköy) ernannt. Dobrotiza war mit der Tochter des Regenten Alexios Apokaukos verheiratet.
Als Johannes VI. Kantakuzenos in Konstantinopel einzog und sich zum Kaiser ausrief, lehnte es Dobrotiza ab dessen Macht anzuerkennen. Als Antwort darauf führte Johannes VI. Kantakuzenos 1347 einen Feldzug gegen Midea und nahm die Stadt ein. Der besiegte Dobrotiza wechselte erst daraufhin auf dessen Seite über.

## Herrschaft von Dobrotiza
Es wird angenommen, dass Balik um 1366 starb. Dobrotiza wurde sein Nachfolger. In historischen Quellen wird er als Herrscher des Despotats Dobrudscha erwähnt, im Zusammenhang mit der Koalition, die Zar Iwan Alexander 1369 für die Befreiung Widins (Königreich Widin) von der ungarischen Besetzung organisiert hatte.
Zusammen mit dem walachischen Wojwoden Vladislav Vlajku nahm Dobrotiza an den Kämpfen gegen die Ungarn teil und danach auch an den Verhandlungen zwischen Iwan Alexander und dem ungarischen König Sigismund III.
Nachdem Widin 1369 wieder unter bulgarische Herrschaft gekommen war, etablierte sich Dobrotiza wahrscheinlich endgültig als Herrscher der Dobrudscha und erhielt vom bulgarischen Zaren als Lohn für seine Hilfe die Festungen in Warna, Emona (am Kap Emine) und Kosjak (heute Obsor).

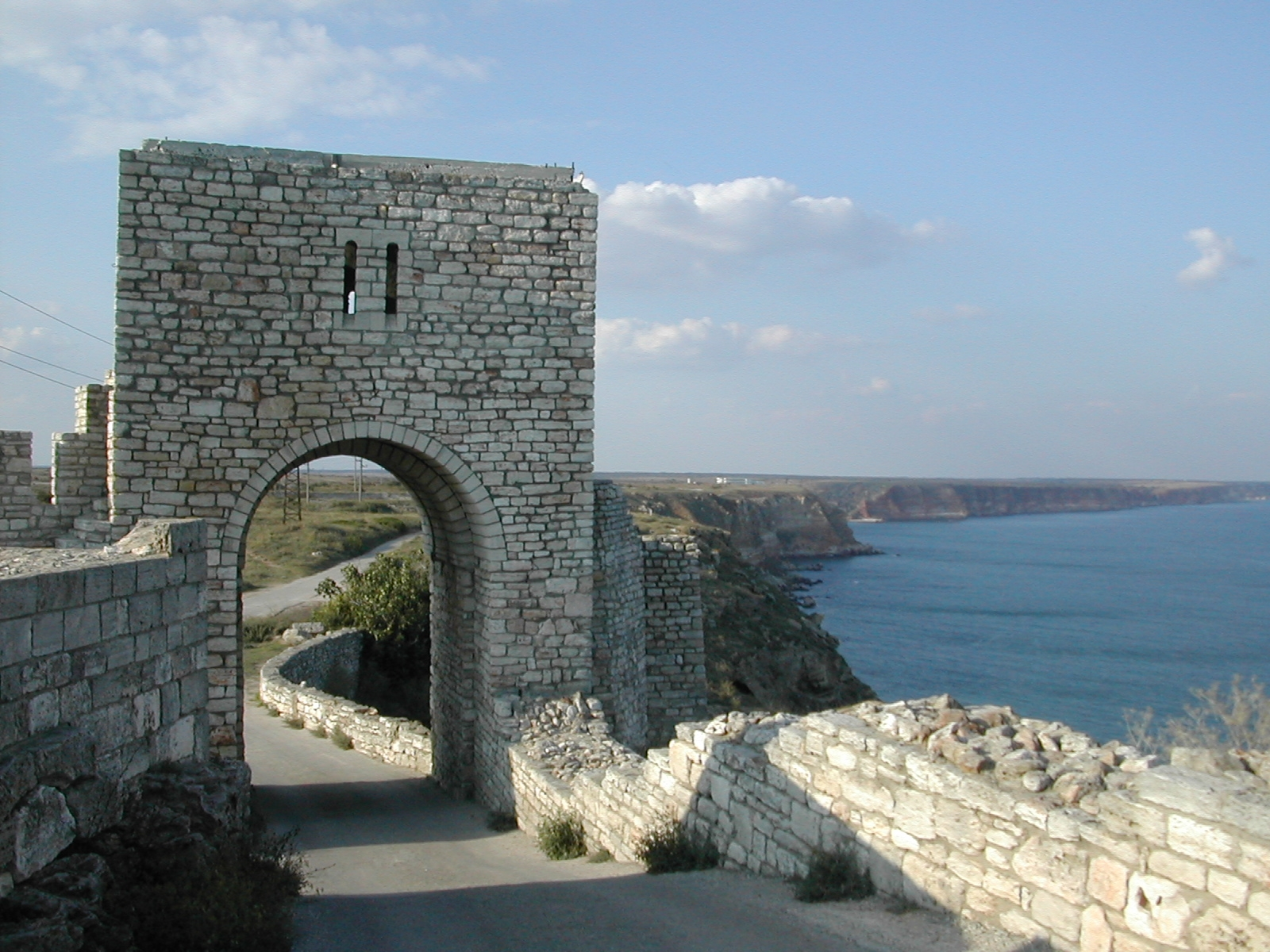
Festung Kaliakra

Dobrotiza verlegte seine Hauptstadt von Karwuna in die unzugängliche Festung Kaliakra, die auf dem Kap Kaliakra liegt. Als Zeichen seiner völligen Unabhängigkeit begann er eigene Münzen zu prägen und eine Flotte aufzubauen.
Alle wichtigen Festungen des Despotats Dobrudscha lagen am Ufer des Schwarzen Meeres. Der Seehandel und der Schiffbau erlebten einen Aufschwung. In der Dobrudscha wurden seit der Antike große Mengen Getreide angebaut, das auch bei Dobrotiza das Haupthandelsgut für den Seetransport ausmachte. Eingeführt wurden Stoffe, Weihrauch, Gewürze und Luxusgüter.
Indem er seine eigene kleine Flotte schuf, wurde das Despot Dobrotiza zum Konkurrenten für die Seerepublik Genua, die das Monopol für den Schwarzmeerhandel beanspruchte (siehe Officium Ghazariae). Diese Konkurrenz entwickelte sich um 1360 zum offenen militärischen Konflikt, der auch unter Iwanko, dem Nachfolger von Dobrotiza, anhielt.
Die Genuesen verübten zahlreiche Überfälle auf die Küstenorte des Despotats Dobrudscha. Mit seiner kleinen, aber gut organisierten Flotte bemühte sich Dobrotiza ihre Überfälle abzuwehren. Der Despot unterhielt Bündnisbeziehungen mit der Republik Venedig, dem ewigen Feind der Republik Genua.
Die Nordgrenze des Despotats Dobrudscha reichte bis zum Donaudelta, hier nahm Dobrotiza die Hafenfestung von Kilija ein. Zu seinem Herrschaftsbereich zählte auch Constanța.
Anfänglich ließ sich Dobrotiza auch auf einen Krieg gegen den byzantinischen Despoten Michael Palaiologos ein, der als Statthalter seines Vaters Johannes V. über das benachbarte Nessebar herrschte. In der Folge schlossen die beiden jedoch Frieden, den sie durch die Hochzeit (vor 1373) zwischen der Tochter von Dobrotiza und Michael Palaiologos bekräftigten.
Das Bündnis der beiden Despoten richtete sich gegen das Kaiserreich Trapezunt mit dem Ziel, Michael Palaiologos zum Herrscher dieser Region zu machen, die sich von Byzanz abgespalten hatte. Ihr Feldzug über das Meer im November 1373 war jedoch erfolglos.

## Herrschaft von Iwanko
Nach dem Tod von Dobrotiza um 1385 ging die Macht in die Hände seines Sohnes Iwanko über. Der Krieg mit den Genuesen endete mit einem Friedensvertrag, der eine Handelskolonie der Genuesen auf dem Gebiet des Despotats Dobrudscha vorsah und eine bulgarische Handelskolonie in Genua. Im Vertragstext wurden die Rechte der Genuesen ausführlich aufgezählt. Sie hatten die Hoheit in ihrer Kolonie und das Recht im Fall eines erneuten militärischen Konfliktes zwischen den Vertragspartnern ihre Handelskolonie im Despotat Dobrudscha mitsamt ihrem Hab und Gut zu verlassen. Der Vertrag wurde am 27. Mai 1387 in Pera, der genuesischen Handelskolonie in Konstantinopel, unterzeichnet. Für die Genuesen unterzeichneten der Ältestenrat und zwei Vertreter des Dogen, für die Bulgaren unterzeichneten die Bojaren Kosta und Jolpani, Abgesandte des Despoten Iwanko.
Die Beziehungen zwischen dem Despotat Dobrudscha und dem Tarnower Königreich (Zweites Bulgarenreich) waren zwiespältig. Davon zeugt auch, dass, wahrscheinlich unter dem Druck des Despoten, die Geistlichkeit im Despotat vom Patriarchat in Tarnowo abrückte und sich dem Patriarchen von Konstantinopel unterwarf.
Um seine volle Unabhängigkeit zu demonstrieren, hat der Despot Iwanko, wie sein Vater eigene Silber- und Kupfermünzen hergestellt.
Im Jahre 1387 unternahmen die osmanischen Türken einen Feldzug gegen Zar Iwan Schischman, der es abgelehnt hatte seinen Vasallenpflichten nachzukommen und dem Sultan Murad I. Hilfstruppen zu stellen. Den Osmanen fielen die bulgarischen Städte Schumen, Madara, Swischtow und Owetsch in die Hände. Auch Warna wurde belagert, der Haupthafen des Despotats Dobrudscha. Die Festung von Warna hielt den Angreifern jedoch stand. Trotzdem war Iwanko gezwungen sich dem osmanischen Sultan erneut als Vasall zu unterwerfen.

## Das Ende des Despotats
In der Schlacht bei Rovine (bulg. Битка при Ровине) erlitten die Osmanen am 17. Mai 1395 eine Niederlage durch die Truppen des walachischen Wojewoden Mircea cel Bătrân.
Da weder Iwan Schischman noch der Despot Iwanko militärische Hilfe für Sultan Bayezid I. geschickt hatten, unternahm er eine Strafexpedition gegen sie und beendete ihre Herrschaft.
Der mündlichen Überlieferung nach war die letzte noch nicht eingenommene Festung im Despotat Dobrudscha die Festung Kaliakra. Diese Belagerung ist mit der Legende verbunden, dass das Mädchen Kaliakra und 40 ihrer blondbezopften Schicksalsgenossinnen sich angesichts der osmanischen Eroberer von den steilen Klippen des Kap Kaliakra ins Meer gestürzt haben sollen, um nicht in einem Harem enden zu müssen.
Historische Quellen lassen vermuten, dass die Festung vielleicht bereits 1395 in die Hände der Osmanen fiel. Die völlige Herrschaft über die Dobrudscha stellten die Osmanen jedoch erst ab 1417 her, nachdem sie die Herrschaft der walachischen Wojewoden, die in Teilen der Dobrudscha um 1390 begonnen hatte, mit militärischer Gewalt beendet hatten. Die Ereignisse des Kreuzzugs von 1444 von Władysław III. von Polen und Ungarn tangierten auch stark die osmanische Herrschaft über die Dobrudscha. Das Schicksal des Despoten Iwanko nach der Zerschlagung seiner Herrschaft ist nicht bekannt.
Zur Sicherung ihrer Herrschaft organisierten die Osmanen das Gebiet administrativ in einem Sandschak.